# Mansilla de la Sierra
Mansilla de la Sierra tỉnh và cộng đồng tự trị La Rioja, phía bắc Tây Ban Nha. Đô thị này có diện tích là 84,76 ki-lô-mét vuông, dân số năm 2009 là 65 người với mật độ 0,77 người/km². Đô thị này có cự ly 72 km so với Logroño.